# Ветер перемен (телесериал, 1994)
«Ветер перемен» (англ. Middlemarch) — телесериал 1994 года, экранизация романа Джордж Элиот «Мидлмарч». Снят режиссёром Энтони Пейдже по сценарию Эндрю Дэвиса, главные роли сыграли Джулиет Обри, Руфус Сьюэлл, Дуглас Ходж и Патрик Малахайд.

## Сюжет
Доротея Брук (Джульетта Обри) пытается удовлетворить свой недоразвитый интеллект браком с преподобным Эдвардом Кейсобоном (Патрик Малахайд), человеком вдвое старше ее. Брак оказывается неудачным и заканчивается неожиданной смертью Кейсобона. Доротея в конце концов встречает Уилла Ладислава (Руфус Сьюэлл), что приводит к дальнейшим осложнениям.

## Награды
- British Academy Television Awards — лучшая актриса (Джулиет Обри), лучший грим, лучшее музыкальное сопровождение
- Broadcasting Press Guild Awards — лучшая актриса (Джулиет Обри)
- Writers' Guild of Great Britain — лучший драматический сериал
- Television and Radio Industries Club Awards — телесериал года на канале BBC

## Критика
В обзоре от 28 марта 1994 года для New York Times Элизабет Колберт сказала, что мини-сериал стал хитом в Великобритании, поскольку он загипнотизировал миллионы зрителей, вызвав увлечение викторианской фантастикой. За ней последовали Мидлмарчские лекции, Мидлмарчские комиксы и даже волна Мидлмарчских дебатов. Авторы и обозреватели лондонских газет спорили о том, действительно ли Доротея будет жить долго и счастливо, закончит ли Кейсобон, если его оставить в покое, свою великую работу и, наконец, женится ли Уилл Ладислав девственником.
11 апреля 1994 года в журнале Time Джон Элсон заявил, что после сериала роман возглавлял списки бестселлеров в течение пяти недель, а город Стэмфорд, Линкольншир, где снимались экстерьеры, готовится к летнему наплыву туристов.